# Roca de Sant Isidre
La Roca de Sant Isidre és un cim de 930,4 metres d'altitud que es troba en el terme municipal de Senterada, al Pallars Jussà. És al sud del poble de Senterada, al sud-oest del de Puigcerver, al nord del de Lluçà, i a llevant, i al damunt, de la Presa de Senterada.